# Морган, Дебби
Дебора Морган (англ. Deborah Morgan; род. 20 сентября 1956, Данн, Северная Каролина) — американская актриса, наиболее известная по роли доктора Энджелы Хабарт в мыльной опере «Все мои дети», которая принесла ей премию «Эмми». В 1998 году она выиграла премию «Независимый дух» за роль в кинофильме «Пристанище Евы».

## Жизнь и карьера
Дебби Морган родилась в семье учителя и мясника. В возрасте трёх месяцев переехала в Нью-Йорк с родителями. Но отец умер от лейкемии, матери приходилось работать на нескольких работах. В 1974 году, после нескольких лет работы в малом театре, Морган дебютировала на бродвейской сцене. В 1976—77 годах она играла актрису мыльных опер в ситкоме «Что случилось?», а в последующие десятилетия, по иронии судьбы, имела устойчивую карьеру именно в этом жанре.
Морган снялась в мини-сериале 1979 года «Корни: Следующие поколения», а также продолжала появляться в других шоу, а в 1982 году взяла на себя роль Энджи Хаббард, фактически первой афро-американской героини дневного эфира, в мыльной опере ABC «Все мои дети». В 1989 году Морган выиграла Дневную премия «Эмми» за лучшую женскую роль второго плана, а вскоре покинула сериал ради съемок в новом проекте NBC «Поколения». После закрытия шоу в 1991 году она брала роли в таких ситкомах как «Шоу Косби», прежде чем в 1995 году вернуться в мыльные оперы с ролью в «Город» на ABC. Также Морган была ведущей актрисой в спин-оффе «Главного госпиталя» «Порт Чарльз» в 1997 году.
В 1997 году Морган привлекла внимание критиков благодаря своей роли в кинофильме «Пристанище Евы». За эту роль она получила премию «Независимый дух», а после продолжила карьеру на большом экране в фильмах «Ураган», «Любовь и баскетбол», «Женщина, ты свободна!» и «Тренер Картер».
В 2002 году Морган снялась в сериале Lifetime «Для людей», а в дополнение к этому была гостем в таких шоу как «Практика» и «Сильное лекарство». В 2002 году она также сыграла роль злой Провидицы в четвёртом сезоне сериала «Зачарованные». В 2008 году, спустя десять лет перерыва от мыльных опер, Морган вернулась в «Все мои дети» и ещё трижды номинировалась на «Эмми» за лучшую женскую роль в драматическом сериале, в 2009, 2011 и 2012 годах.

## Фильмография

### Фильмы
| Год  | Название на русском     | Название на английском                      | Роль                   | Примечания |
| ---- | ----------------------- | ------------------------------------------- | ---------------------- | --- |
| 1971 | Дядя, спасай!           | Cry Uncle                                   | Ольга Уингер           | |
| 1974 | Удивительная Грейс      | Amazing Grace                               | Студентка              | |
| 1975 | Мандинго                | Mandingo                                    | Дит                    | |
| 1976 | Таксист                 | Taxi Driver                                 | девушка                | |
| 1976 |                         | The Monkey Hu$tle                           | Ви                     | |
| 1984 | История Джесси Оуэнса   | The Jesse Owens Story                       | Рут Саломон Оуэнс      | Телефильм |
| 1987 |                         | Guilty of Innocence: The Lenell Geter Story | Марша Хиксон           | Телефильм |
| 1997 | Пристанище Евы          | Eve’s Bayou                                 | Мозэлл Батист Делакруа | Премия «Независимый дух» за лучшую женскую роль второго плана Премия Ассоциации кинокритиков Чикаго за лучшую женскую роль второго плана Номинация — Премия «Спутник» за лучшую женскую роль второго плана — кинофильм Номинация — Image Award за лучшую женскую роль второго плана — кинофильм |
| 1999 | Это всё она             | She’s All That                              | Миссис Руссо           | |
| 1999 | Спаун 3: Решающая битва | Spawn 3: Ultimate Battle                    | Бабушка Блейк          | |
| 1999 | Ураган                  | The Hurricane                               | Маи Тельма Картер      | Номинация — Image Award за лучшую женскую роль — кинофильм |
| 1999 | На части                | Asunder                                     | Лорен Хуббс            | |
| 2000 | Любовь и баскетбол      | Love & Basketball                           | Нона Меккэн            | |
| 2000 | Отступник               | The Runaway                                 | Риба Монро             | |
| 2004 | Женщина, ты свободна!   | Woman Thou Art Loosed                       | Туана                  | |
| 2005 | Тренер Картер           | Coach Carter                                | Тоня                   | |
| 2005 | Закон силы              | Back in the Day                             | Мисс Пэкер             | |
| 2006 | Странные родственники   | Relative Strangers                          | Миссис Манори          | |
| 2006 | Цвет распятия           | Color of the Cross                          | Мэри                   | |

### Телевидение
| Год                        | Название на русском        | Название на английском             | Роль                                 | Примечания |
| -------------------------- | -------------------------- | ---------------------------------- | ------------------------------------ | --- |
| 1976—1977                  | Что случилось?             | What’s Happening!!                 | Диана Харрис                         | 6 эпизодов |
| 1979                       | Лодка любви                | The Love Boat                      | Стефани Джексон                      | 1 эпизод |
| 1979                       | Корни: Следующие поколения | Roots: The Next Generations        | Элизабет Харви                       | Мини-сериал |
| 1979                       | Белая тень                 | The White Shadow                   | Долорес Рей                          | 1 эпизод |
| 1980                       | Невероятный Халк           | The Incredible Hulk                | Джоди                                | 1 эпизод |
| 1981—1982                  | За экраном                 | Behind the Screen                  | Линнет Портер                        | Регулярная роль, 13 эпизодов |
| 1980, 1982                 | Охотник Джон               | Trapper John, M.D.                 | Линда                                | 2 эпизода |
| 1982—1990, 2008—2011, 2013 | Все мои дети               | All My Children                    | Доктор Анджела Бакстер Хаббард       | Дневная премия «Эмми» за лучшую женскую роль второго плана в драматическом сериале (1989) Премия «Грейси» за лучшую женскую роль в дневной драме (2009) Image Award за лучшую женскую роль в дневной драме (2009, 2010) Номинация — Дневная премия «Эмми» за лучшую женскую роль в драматическом сериале (2009, 2011, 2012) Номинация — Дневная премия «Эмми» лучшей молодой актрисе в драматическом сериале (1986) Номинация — Премия «Дайджеста мыльных опер» лучшей молодой актрисе (1986) Номинация — Премия «Дайджеста мыльных опер» за лучшую женскую роль в драматическом сериале (1990) Номинация — Image Award за лучшую женскую роль в дневной драме (2011) |
| 1983                       | Бесконечная любовь         | Loving                             | Керри Мейнсфилд                      | 1 эпизод |
| 1990—1991                  | Поколения                  | Generations                        | Шанталь Маршалл                      | |
| 1991                       | Другой мир                 | A Different World                  | Лиза                                 | 1 эпизод |
| 1992                       | Шоу Косби                  | The Cosby Show                     | Трэйси                               | 1 эпизод |
| 1992                       | Голова Германа             | Herman’s Head                      | Мелоди                               | 1 эпизод |
| 1995                       | Город                      | The City                           | Доктор Анджела Бакстер Хаббард       | Номинация — Image Award за лучшую женскую роль в дневной драме (1996) |
| 1997—1998                  | Порт Чарльз                | Port Charles                       | Доктор Мэри Элеоноа «Эллен» Берджесс | |
| 1997—1998                  | Главный госпиталь          | General Hospital                   | Доктор Мэри Элеоноа «Эллен» Берджесс | |
| 1999—2000                  | Теперь в любой день        | Any Day Now                        |                                      | 2 эпизода |
| 2001                       | Практика                   | The Practice                       | Марша Шинн                           | 1 эпизод |
| 2000—2001                  | Сильное лекарство          | Strong Medicine                    | Клоэ Симмонс                         | 2 эпизода |
| 2000—2001                  | Бостонская школа           | Boston Public                      | Марша Шинн                           | 4 эпизода |
| 2001                       | Провиденс                  | Providence                         | Мэрилин Чейс                         | 1 эпизод |
| 2002—2003                  | Для людей                  | For the People                     | Окружной прокурор Лора Гибсон        | Регулярная роль, 18 эпизодов |
| 2001—2002                  | Пища для души              | Soul Food                          | Линетт Ван Адамс                     | 3 эпизода Image Award за лучшую женскую роль второго плана в драматическом сериале (2002) |
| 2002—2003                  | Зачарованные               | Charmed                            | Провидица                            | 8 эпизодов |
| 2006                       | Говорящая с призраками     | Ghost Whisperer                    | Миссис Райли                         | 1 эпизод |
| 2006                       | Рядом с домом              | Close to Home                      | Лизетт Картер                        | 1 эпизод |
| 2006—2007                  | Дерзкие и красивые         | The Bold and the Beautiful         | Окружной прокурор Дженнифер Тартаро  | 14 эпизодов |
| 2011—2012                  | Молодые и дерзкие          | The Young and the Restless         | Иоланда Гамильтон                    | 43 эпизода |
| 2014—2020                  | Власть в ночном городе     | Power                              | Эстель                               | 11 эпизодов |
| 2017                       | Защитники                  | The Defenders                      | Долорес                              | Мини-сериал, 2 эпизода |
| 2018                       | Кампус                     | The Quad                           | Доктор Хелен Чемберс                 | 3 эпизода |
| 2019                       | Рассказы                   | Tales                              | Клариса                              | 1 эпизод |
| 2019—2021                  |                            | Bigger                             | Дебби Робертс                        | 3 эпизода |
| 2021                       |                            | BET Her Presents: The Waiting Room | Доктор Грин                          | 2 эпизода |